# 인도 황제
인도 황제(Emperor of India, 힌두스타니어: Padishah-e-Hind)는 무굴 제국의 마지막 황제 바하두르 샤 2세와 그 후 인도를 식민 통치하였던 영국 군주들이 사용했던 칭호이다. 여성형은 인도 여제(Empress of India)이다.
간혹 마우리아 제국의 아소카와 무굴 제국의 악바르와 같은 인도인 황제들을 언급할 때도 “인도의 황제”라는 말을 사용하기도 하지만 이들은 마우리아 삼라트나 무굴 바드샤와 같이 고유한 황제 칭호를 사용하고 있었기 때문에 보통 칭호로서의 "인도 황제"는 영국령 인도 제국의 황제 직위를 가리킨다.

## 바하두르 샤 2세

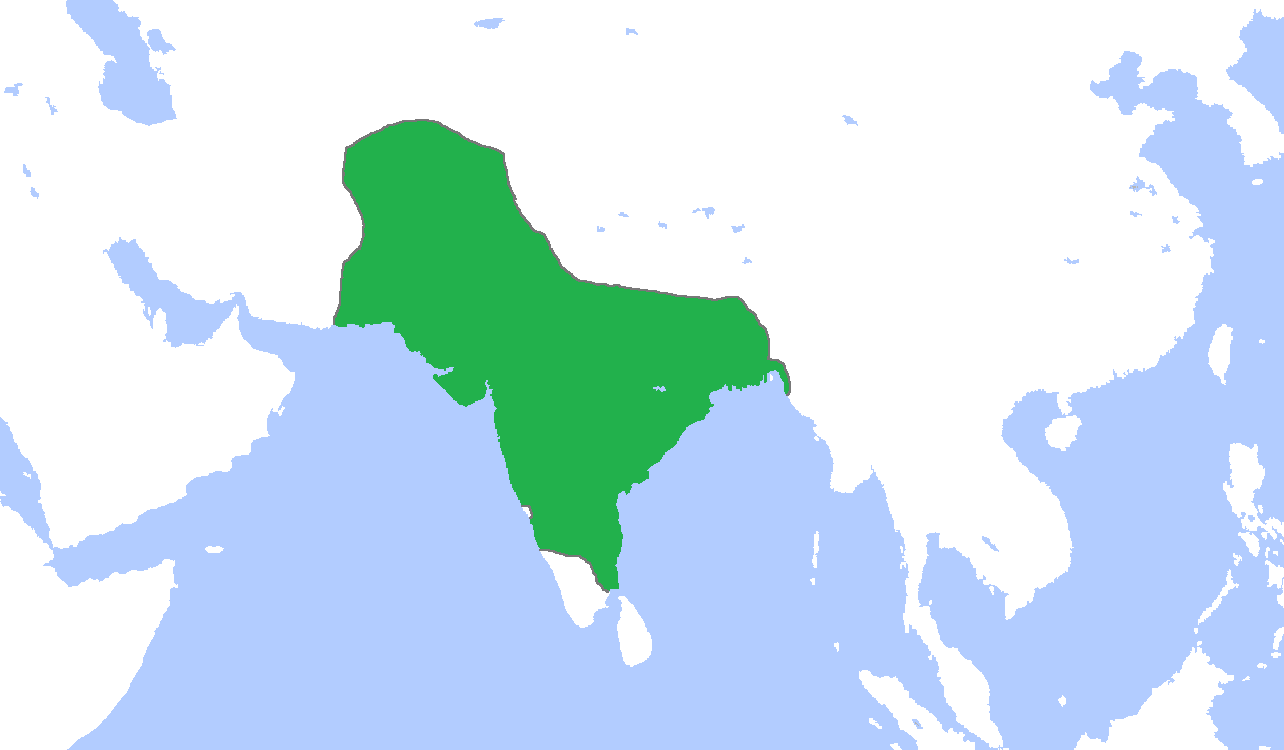
무굴 제국의 최대 영토 (1700).

16세기 이후 무굴 왕조가 인도 대륙의 대부분을 다스렸음에도, 지리적 호칭을 사용하지 않고 간단하게 파디샤(서구에서는 황제와 같은 뜻으로 취급됨)라는 칭호를 사용하였다. 1857년 인도인들의 반란 동안 세포이 반란군은 델리를 점유하였으며 무굴의 바하두르 샤 2세를 인도 황제로 선포하였다. 반란이 진압되고나서 바하두르 샤 2세는 체포되어 1858년에 버마의 랑군(지금의 미얀마 양곤)으로 추방되었다. 이로써 무굴 왕조의 시대는 끝났다.

## 영국의 군주

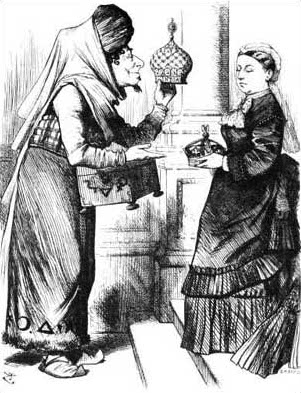
옛 왕관을 얻기 위해 새 왕관 헌정; 빅토리아 여왕과 디즈레일리를 알라딘과 그의 삼촌으로 묘사하여 영국 왕관과 인도 황제관을 맞바꾸는 모습으로 풍자하였다.

영국 동인도 회사가 무굴 황제를 퇴위시킨 다음 해산되면서, 1876년 5월 1일부터 영국의 빅토리아 여왕이 “인도 여제”라는 칭호를 갖게 되었다. 이 칭호는 19세기 영국의 속령과 보호령이 대영 제국에 정식 합병되고나서 만들어진 것으로, 지금의 인도 대부분(포르투갈의 식민지인 시킴 주의 고아 주와 프랑스의 식민지인 퐁디셰리 제외)과 파키스탄, 방글라데시, 버마 등이 포함되어 있다.
통상적으로 벤저민 디즈레일리 총리가 빅토리아 여왕을 위해 “인도의 여제”라는 칭호를 만들었다고 믿어지고 있다. 또한, 빅토리아 여왕의 딸인 빅토리아 공주가 그녀의 남편이 독일 황제가 됨에 따라 황후 자리에 오르게 되었는데, 여왕인 모후보다 지위가 높아지는 경우가 발생하여 대다수 사람들이 이를 적절하지 않다고 판단하였다. 그러한 때에 이 칭호가 만들어진 것이 틀림없다.

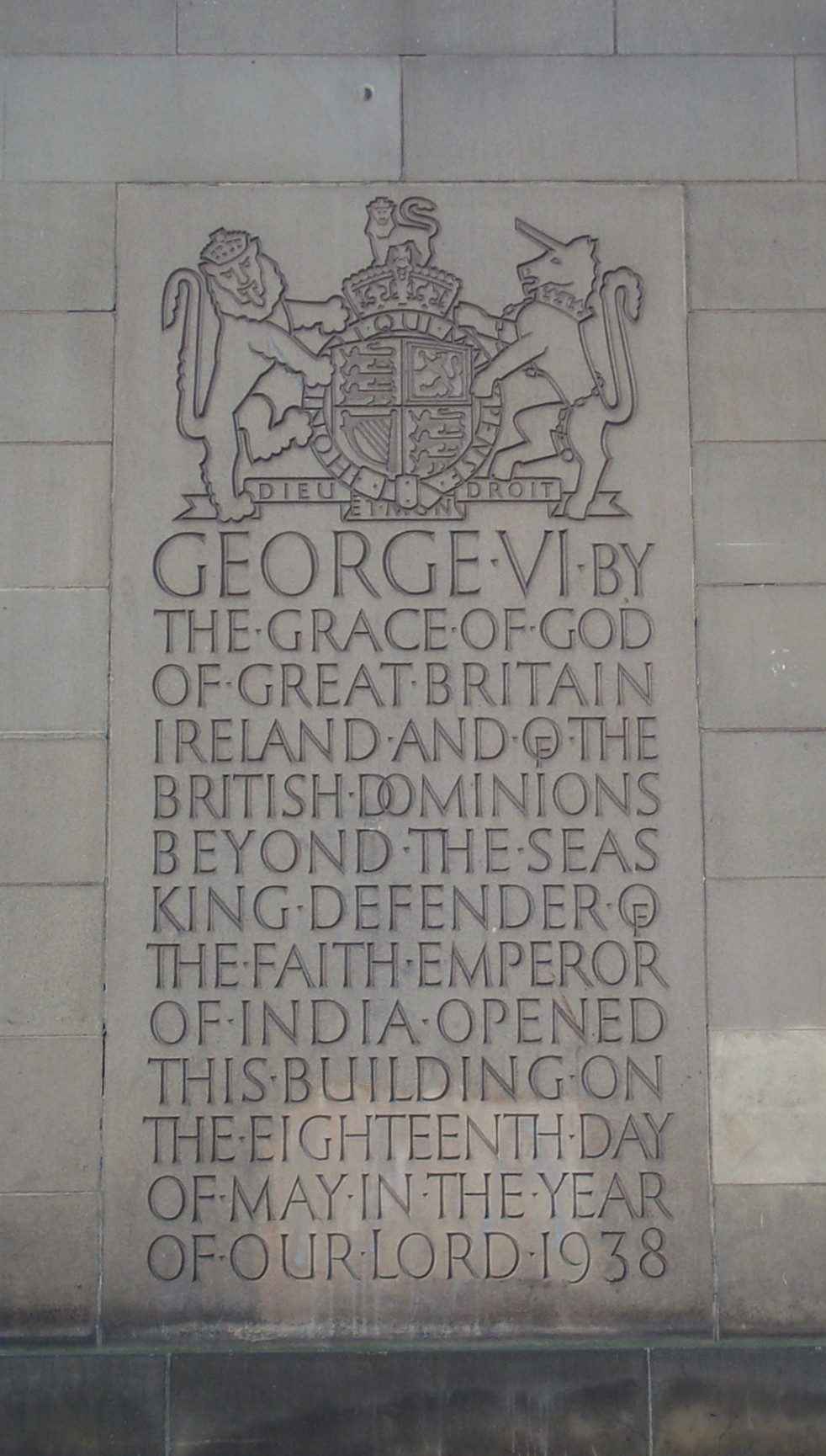
맨체스터 타운 홀의 명판에는 조지 6세가 “인도의 황제”를 포기하기 전의 칭호가 새겨져 있다.

빅토리아 여왕이 서거하자 그녀의 아들인 에드워드 7세가 왕위에 오르면서 그의 칭호는 “인도의 황제”가 되었다. 이 칭호는 1947년 8월 14일/15일 밤, 인도와 파키스탄이 영국으로부터 독립할 때까지 계속 사용하였다. “인도의 황제” 칭호 자체는 1948년까지 유지되다가 에드워드 8세의 계승자인 조지 6세에 의해 공식적으로 폐기되었다.
왕-황제 또는 여왕-여제로 군림한 영국의 통치자들은 인도와 관련된 공문서 등에 자신들의 이름을 서명할 때는 자신들의 이름 뒤에 머리글자인 R I (Rex/Regina Imperator/Imperatrix) 또는 생략형인 Ind. Imp. (Indiae Imperator/Imperatrix)를 사용하였다. 왕-황제의 배우자인 왕비-황후의 경우엔 R이라고 서명하였다. 또한, 이 칭호는 조지 6세의 1948년 동전들을 포함한 많은 영국 동전들에도 새겨졌다.

### 인도와 파키스탄의 왕
조지 6세는 인도의 총독 루이 마운트배튼과 라자고팔라차리가 1950년 1월 26일 인도에 공화국을 세울 때까지 2년이라는 짧은 기간 동안 인도의 왕(King of India)이라는 칭호를 사용하였다. 조지 6세는 영국의 왕으로서 1952년 서거할 때까지 파키스탄의 왕(King of Pakistan)으로 머물렀다.
파키스탄이 1956년 3월 23일 공화국이 되자 엘리자베스 2세는 파키스탄의 여왕(Queen of Pakistan) 자리를 4년 동안만 머무르게 되었다.

## 목록
| 군주                                    | 시작                                                          | 끝                                                  | 배우자                                                                              |
| --------------------------------------- | ------------------------------------------------------------- | --------------------------------------------------- | ----------------------------------------------------------------------------------- |
| 황제 바하두르 샤 2세 (바하두르 샤 자파) | 1857년 5월 델리에서 인도 황제로 선포; 1837년 이후로 무굴 황제 | 1857년 9월                                          | 네 번 - 결혼한 순서는 다음과 같음 - 아쉬라프마할, 악타르마할, 지나트마할, 타지마할. |
| 여왕-여제 빅토리아                      | 1876년 4월 28일 영국에서 선포 1877년 1월 1일 인도에서 선포    | 1901년 1월 22일                                     | 없음 - 칭호법이 통과되기 전인 1861년에 앨버트가 사망하여 과부가 되었음              |
| 왕-황제 에드워드 7세                    | 1901년 1월 22일                                               | 1910년 5월 6일                                      | 왕비-황후 알렉산드라 (1925년 11월 20일 죽음)                                        |
| 왕-황제 조지 5세                        | 1910년 5월 6일                                                | 1936년 1월 20일                                     | 왕비-황후 메리 (1953년 3월 24일 죽음)                                               |
| 왕-황제 에드워드 8세                    | 1936년 1월 20일                                               | 1936년 12월 11일                                    | 없음                                                                                |
| 왕-황제 조지 6세                        | 1936년 12월 11일                                              | 1947년 8월 15일 인도 독립 1948년 6월 22일 칭호 폐기 | 왕비-황후 엘리자베스 (2002년 3월 30일 죽음)                                         |

## 같이 보기
- 인도의 군주
- 영국의 군주
- 무굴 제국
- 대영 제국